# Lonely Planet

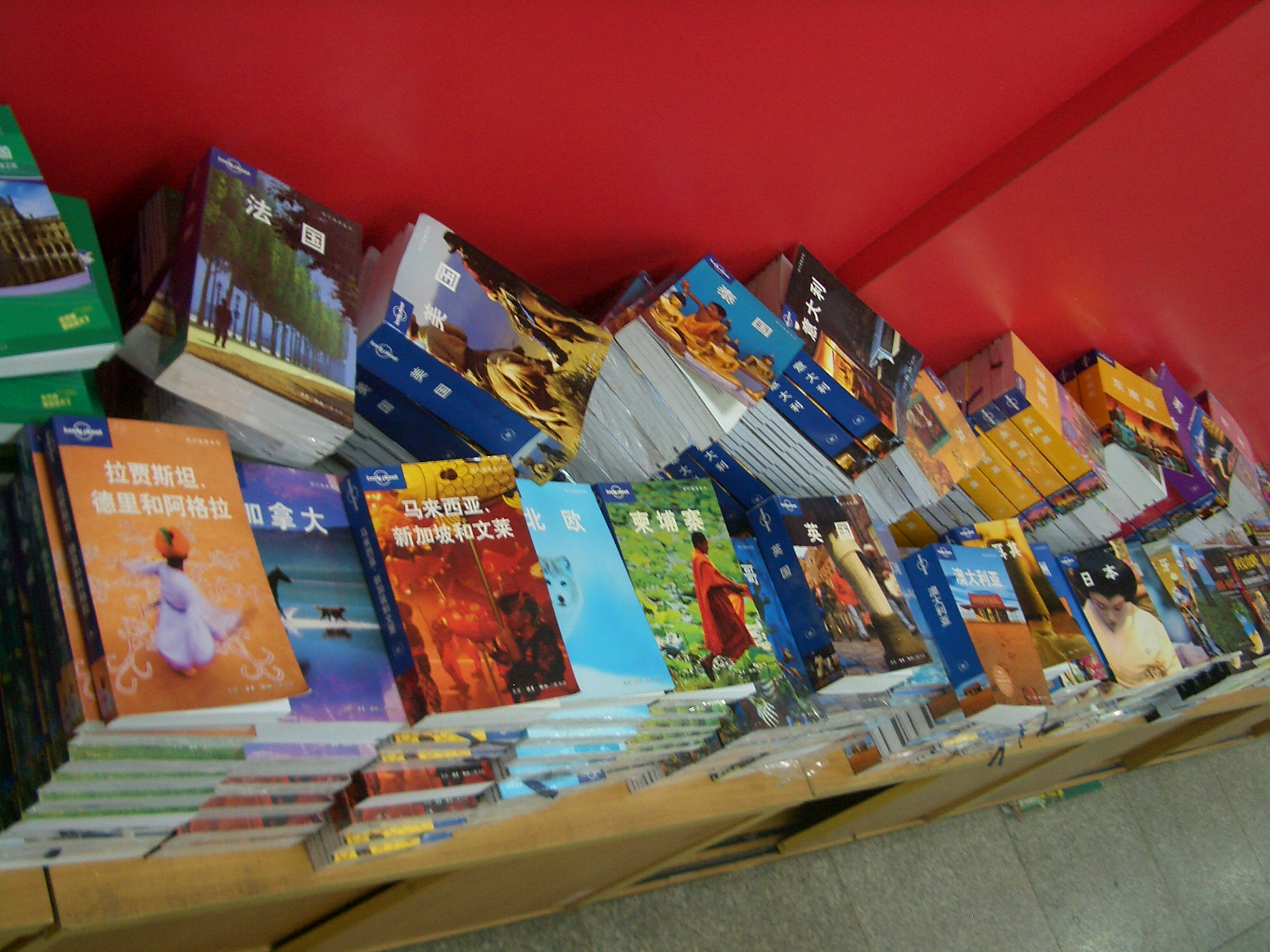
Несколько путеводителей Lonely Planet в книжном магазине в Ланьчжоу.

Лоунли Планет (англ. Lonely Planet) — международная издательская компания. Основана в 1972 году в Австралии. Основной язык — английский.
Является одним из первых официальных издательств, специализировавшихся на выпуске путеводителей для небогатых туристов. В 2007 г. было выкуплено BBC Worldwide — коммерческим агентством ВВС. «Лоунли Планет» издало более 500 наименований туристических путеводителей, советчиков и разговорников на восьми языках мира. Годовой тираж публикаций данного издательства достигает 6 млн экземпляров.
В 2012 г. путеводители «Лоунли Планет» начали издаваться на русском языке.
В декабре 2020 года NC2 Media продала компанию фонду Red Ventures за нераскрытую сумму.

## Путеводители на русском языке

### Азия

#### Индия
- Индия. — Эксмо, путеводители Lonely Planet, 2012. 1232 с. ISBN 978-5-699-54594-0 Архивная копия от 24 июля 2013 на Wayback Machine

#### Индонезия
- Беркмос Райан Вер, Сколник А. Бали и Ломбок / ред. О. М. Усольцева; пер. с англ. Е. В. Шафранова. — М.: Эксмо, 2014. — 432 с. — (Lonely Planet. Путеводители). — ISBN 978-5-699-67840-2.

#### Китай
- Харпер Д., Эймер Д., Ивс М., Чэнь П. Китай / ред. Е. Виноградова. — 2-е изд. — М.: Эксмо, 2019. — 1120 с. — (Lonely Planet. Путеводители). — ISBN 978-5-699-81493-0.
- Китай. — Эксмо, путеводители Lonely Planet, 2012. 1056 с. — ISBN 978-5-699-57720-0. Архивная копия от 16 июля 2012 на Wayback Machine

### Африка

#### Общие
- Армстронг К., Гросберг М., Фицпатрик М., Корн Л. Южная Африка : ЮАР, Зимбабве, Мозамбик, Ботсвана, Намибия, Замбия, Малави, Свазиленд / ред. О. М. Усольцева; пер. с англ. М. А. Крузе, Е. В. Шафранова. — М.: Эксмо, 2014. — 848 с. — (Lonely Planet. Путеводители). — ISBN 978-5-699-71805-4.

### Евразия

#### Общие
- Джоунс А., Максвелл В., Мастерс Т. Грузия, Армения и Азербайджан / ред. А. Соседова; пер. с англ. М. А. Крузе. — М.: Эксмо, 2017. — 336 с. — (Lonely Planet. Путеводители). — ISBN 978-5-699-93402-7.

#### Турция
- Максвелл В. Стамбул / ред. А. Соседова; пер. с англ. М. А. Крузе. — 2-е изд. — М.: Эксмо, 2015. — 256 с. — (Lonely Planet. Путеводители). — ISBN 978-5-699-80663-8.

### Европа

#### Общие
- Авербак А., Гарвуд Д., Бейнбридж Дж. Средиземноморская Европа : Испания, Италия, Франция, Португалия, Хорватия, Черногория, Греция, Турция, Словения, Албания, Босния и Герцеговина / ред. А. Соседова; пер. с англ. А. Белоконова, В. Окнинская, А. Меньшова. — М.: Эксмо, 2015. — 976 с. — (Lonely Planet. Путеводители). — ISBN 978-5-699-68142-6.
- Восточная Европа. — Эксмо, путеводители Lonely Planet, 2012. 1000 с. — ISBN 978-5-699-53656-6. Архивная копия от 8 октября 2012 на Wayback Machine

#### Австрия
- Хейвуд Э.,  Кристиани К., Ди Дука М. Вена / ред. О. М. Усольцева; пер. с англ. Н. Якубова. — М.: Эксмо, 2014. — 288 с. — (Lonely Planet. Путеводители). — ISBN 978-5-699-68576-9.

#### Великобритания
- Лондон. — Эксмо, путеводители Lonely Planet, 2012. 515 с. — ISBN 978-5-699-54871-2. Архивная копия от 16 июля 2012 на Wayback Machine

#### Германия
- Ди Дука М., Кристиани К. Мюнхен, Бавария и Шварцвальд / ред. Е. Виноградова; пер. с англ. Ю. А. Иванова. — 2-е изд. — М.: Эксмо, 2019. — 352 с. — (Lonely Planet. Путеводители). — ISBN 978-5-04-097695-9.
- Шульте-Пиверс А. Берлин / ред. А. Соседова; пер. с англ. Н. Якубова. — М.: Эксмо, 2015. — 352 с. — (Lonely Planet. Путеводители). — ISBN 978-5-699-77537-8.
- Шульте-Пиверс А., Кристиани К., Ди Дука М. Германия / ред. О. М. Усольцева; пер. с англ. А. Меньшова М. А. Крузе, В. Окнинская,  Е. Канчура,  А. Рудычева. — М.: Эксмо, 2013. — 832 с. — (Lonely Planet. Путеводители). — ISBN 978-5-699-65603-5.

#### Греция
- Греция. — Эксмо, путеводители Lonely Planet, 2012. 880 с. — ISBN 978-5-699-54872-9. Архивная копия от 27 февраля 2013 на Wayback Machine

#### Испания
- Кларк Г., Дэвис С., Гарвуд Д., Хэм Э. Испания / ред. Е. Виноградова; пер. с англ. М. А. Крузе. — 3-е изд. — М.: Эксмо, 2019. — 968 с. — (Lonely Planet. Путеводители). — ISBN 978-5-04-097692-8.
- Саймингтон Э., Дэвис С., Луис Реджис Ст. Барселона / ред. А. Соседова; пер. с англ. М. А. Крузе. — 3-е изд. — М.: Эксмо, 2018. — 320 с. — (Lonely Planet. Путеводители). — ISBN 978-5-699-77020-5.
- Хэм Э., Батлер С. Испания / ред. О. М. Усольцева; пер. с англ. А. Белоконова. — 2-е изд. — М.: Эксмо, 2014. — 960 с. — (Lonely Planet. Путеводители). — ISBN 978-5-699-68096-2.
- Луис Реджис Ст., Камински А., Марич В. Барселона / ред. О. М. Усольцева; пер. с англ. Е. Шафранова. — 2-е изд. — М.: Эксмо, 2014. — 328 с. — (Lonely Planet. Путеводители). — ISBN 978-5-699-72601-1.
- Сейнсбери Б., Шечтер Дэниел С., Кинтеро Ж., Нобл Дж. Андалусия / ред. О. М. Усольцева; пер. с англ. В. Окнинская, М. А. Крузе. — М.: Эксмо, 2013. — 416 с. — (Lonely Planet. Путеводители). — ISBN 978-5-699-64917-4.
- Луис Реджис Ст., Камински А., Марич В. Барселона / ред. О. М. Усольцева; пер. с англ. Е. Шафранова. — М.: Эксмо, 2013. — 328 с. — (Lonely Planet. Путеводители). — ISBN 978-5-699-62649-6.
- Испания. — Эксмо, путеводители Lonely Planet, 2012. 992 с. — ISBN 978-5-699-55865-0. Архивная копия от 17 июля 2012 на Wayback Machine

#### Италия
- Гарвуд Д., Уильямс Н. Рим / ред. Т. Кальницкая; пер. с англ. М. А. Крузе. — 2-е изд. — М.: Эксмо, 2018. — 320 с. — (Lonely Planet. Путеводители). — ISBN 978-5-04-093529-1.
- Бонетто К., Блейзи А., Кристиани К. Италия / ред. А. Соседова; пер. с англ. М. А. Крузе. — 2-е изд. — М.: Эксмо, 2015. — 1024 с. — (Lonely Planet. Путеводители). — ISBN 978-5-699-70618-1.
- Италия. — Эксмо, путеводители Lonely Planet, 2012. 976 с. — ISBN 978-5-699-59215-9 . Архивная копия от 1 апреля 2013 на Wayback Machine

#### Нидерланды
- Амстердам. — Эксмо, путеводители Lonely Planet, 2012. 336 с. — ISBN 978-5-699-54595-7 . Архивная копия от 24 июля 2013 на Wayback Machine

#### Украина
- Украина. — Эксмо, путеводители Lonely Planet, 2012. 338 с. — ISBN 978-5-699-54591-9. Архивная копия от 16 июля 2012 на Wayback Machine

#### Финляндия
- Финляндия. — Эксмо, путеводители Lonely Planet, 201. 400 с. — ISBN 978-5-699-59225-8 . Архивная копия от 7 марта 2013 на Wayback Machine

#### Франция
- Ле Неве К.,  Уилльямс Н., Питтс К. Париж / ред. А. Соседова; пер. с англ. М. А. Крузе. — 2-е изд. — М.: Эксмо, 2015. — 448 с. — (Lonely Planet. Путеводители). — ISBN 978-5-699-77540-8.
- Франция. — Эксмо, путеводители Lonely Planet, 2012. 1024 с. — ISBN 978-5-699-52981-0 . Архивная копия от 15 сентября 2012 на Wayback Machine

#### Хорватия
- Хорватия. — Эксмо, путеводители Lonely Planet, 2012. 352 с. — ISBN 978-5-699-56971-7. Архивная копия от 16 июля 2012 на Wayback Machine

#### Чехия
- Бейкер М., Уилсон Н. Прага и Чешская Республика / ред. Т. Кальницкая; пер. с англ. М. А. Крузе. — 2-е изд. — М.: Эксмо, 2018. — 320 с. — (Lonely Planet. Путеводители). — ISBN 978-5-04-094630-3.

### Северная Америка

#### Куба
- Сейнсбери Б., Уотерсон Л. Куба / ред. А. Соседова; пер. с англ. А. Белоконва. — М.: Эксмо, 2015. — 544 с. — (Lonely Planet. Путеводители). — ISBN 978-5-699-68062-7.

#### США
- Луис Реджис Ст., Бонетто К. Нью-Йорк / ред. А. Соседова; пер. с англ. К. Хайрова. — М.: Эксмо, 2015. — 464 с. — (Lonely Planet. Путеводители). — ISBN 978-5-699-77549-1.
- США. — Эксмо, путеводители Lonely Planet, 2012. 1264 с. — ISBN 978-5-699-59136-7 . Архивная копия от 24 июля 2013 на Wayback Machine

### Южная Америка

#### Бразилия
- Луис Реджис Ст., Кларк Г., Чэндлер Г. Бразилия / ред. O. М. Усольцева; пер. с англ. В. Окнинская, Е. Крылова, М. Горцева. — М.: Эксмо, 2014. — 816 с. — (Lonely Planet. Путеводители). — ISBN 978-5-699-68452-6.